# Siegelmarke

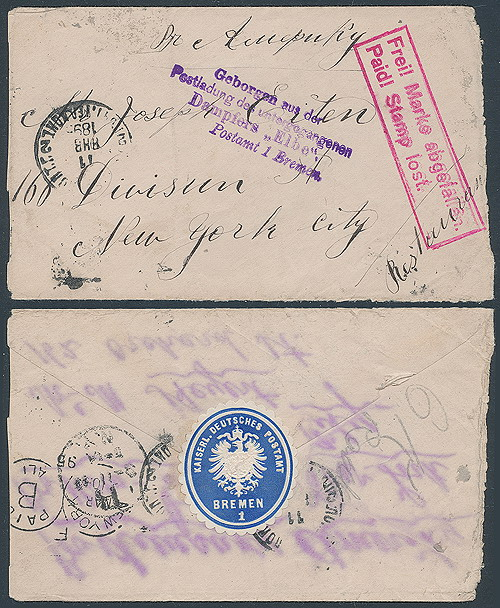
Behördliche Siegelmarke auf Katastrophenbrief „Geborgen aus der Postladung des untergegangenen Dampfers Elbe“ 1895

Eine Siegelmarke ist ein Aufklebesiegel, mit dem die Echtheit und Unversehrtheit einer Sendung oder eines Schriftstücks gewährleistet werden soll.

## Verwendung
Siegelmarken wurden von etwa 1850 bis 1945 zur Versiegelung von Briefumschlägen und zur Kennzeichnung von schriftlicher Korrespondenz verwendet. Sie lösten die bis dahin gebräuchlichen Wachssiegel und den Siegellack ab. Ab etwa 1920 nahm die Verwendung von Siegelmarken allmählich ab. Nach 1933 verwendeten sie nur noch wenige amtliche Dienststellen.
Vereinzelt werden Siegelmarken noch heute zum Verschließen wichtiger oder vertraulich zu behandelnder Sendungen  verwendet. Auch Verpackungen von Handelsartikeln werden gerne mit Siegelmarken gesichert, um ihren Originalzustand bei Übergabe an den Verwender zu beweisen.
Das Sammeln von Siegelmarken gilt als Teilgebiet der Erinnophilie oder ein Nebengebiet der Philatelie. Gesammelt werden sie nach geographischen Kriterien, Sachgebieten oder Motiven.

## Ausführungen und Emittenten
Siegelmarken waren in der Regel als gummierte, meist runde oder ovale Aufklebesiegel aus Papier ausgeführt und wurden von Behörden, aber auch Firmen oder Privatpersonen herausgegeben. Sie besaßen Briefmarkengröße, ein verbreitetes Maß war beispielsweise der Durchmesser von 4 cm. Im Königreich Sachsen gab es auch rechteckige Siegelmarken.
Meist waren die Siegel nicht nur farbig bedruckt, sondern auch noch geprägt, um ein ähnliches Erscheinungsbild wie ein Wachs- oder Lacksiegel anzudeuten.
In neuerer Zeit werden Siegelmarken (in Bandform: Siegelbänder) auch aus Kunststofffolien hergestellt, deren spezieller Klebstoff bei Entfernung der Marke zu sichtbaren Schäden oder zur Zerstörung der Marke führt.
Besonders sichere Siegelmarken tragen einen Hologrammdruck und eine einmalige fortlaufende Nummer.
Amtliche Marken haben oft ein Wappenmotiv. Siegelmarken von Privatpersonen wurden beispielsweise mit Familienwappen oder Initialen verziert. Es gibt aber auch Marken ohne bildliche Darstellungen, die ausschließlich eine Textbeschriftung aufweisen.

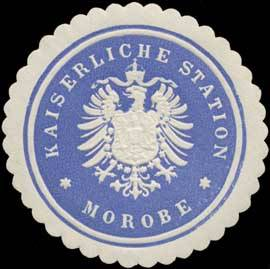
Siegelmarke Station Morobe in Deutsch-Neuguinea
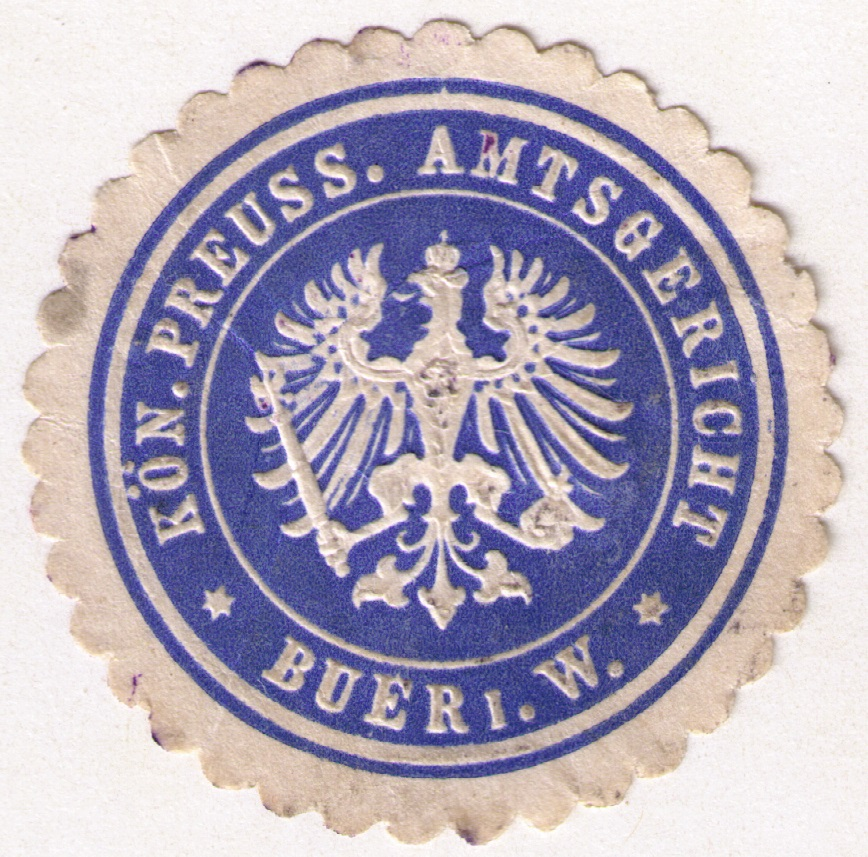
Siegelmarke des Königlich Preußischen Amtsgerichts Buer in Westfalen
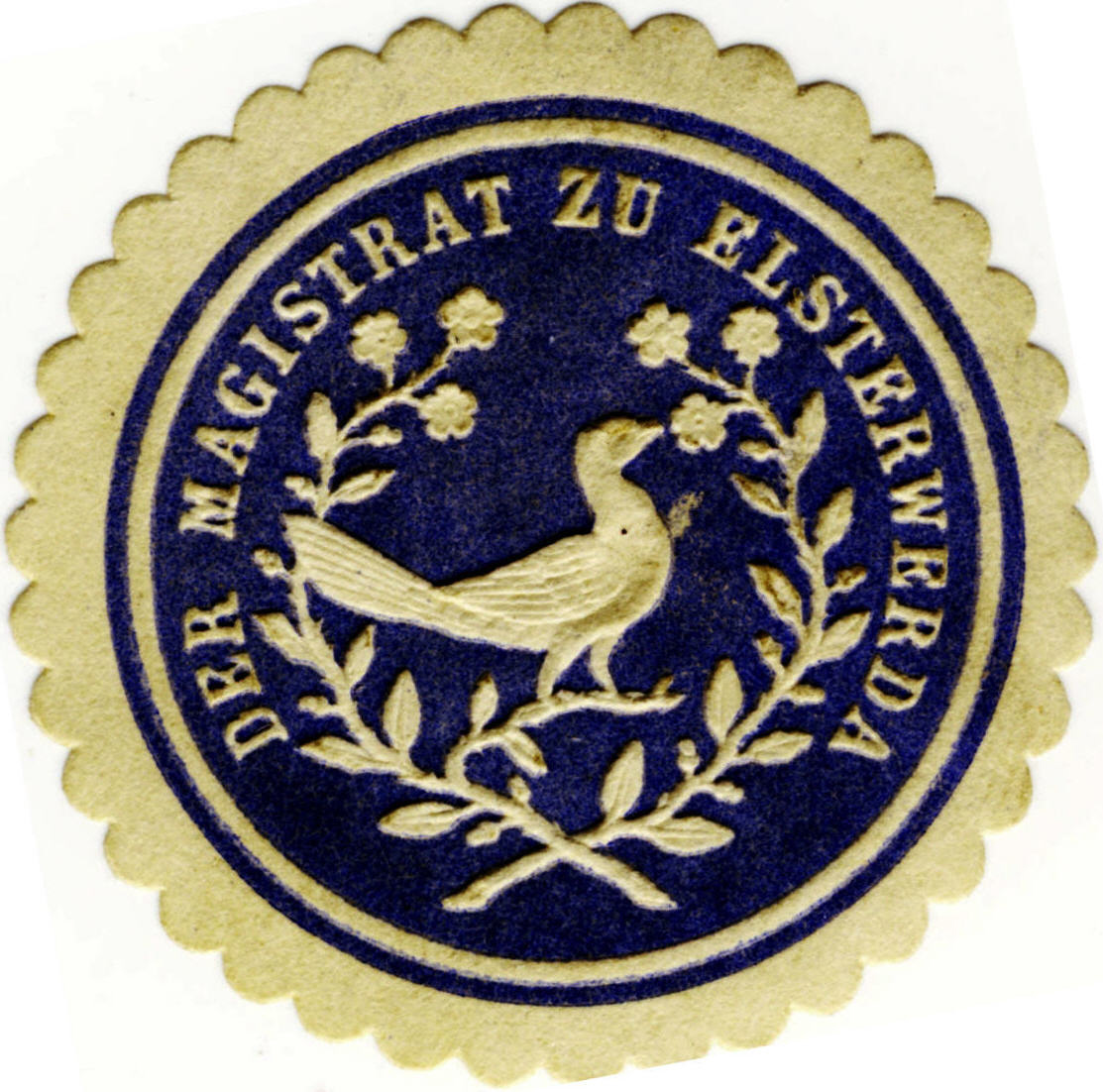
Siegelmarke des Magistrats von Elsterwerda
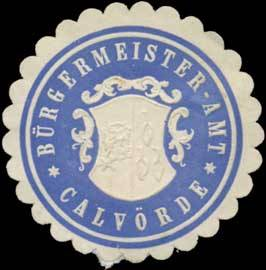
Siegelmarke des Bürgermeister-Amtes von Calvörde
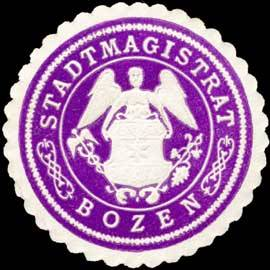
Siegelmarke des Stadtmagistrats Bozen aus der zweiten Hälfte des 19. Jahrhunderts
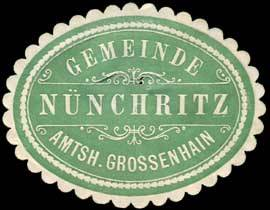
Ovale Siegelmarke des Amts Großenhain
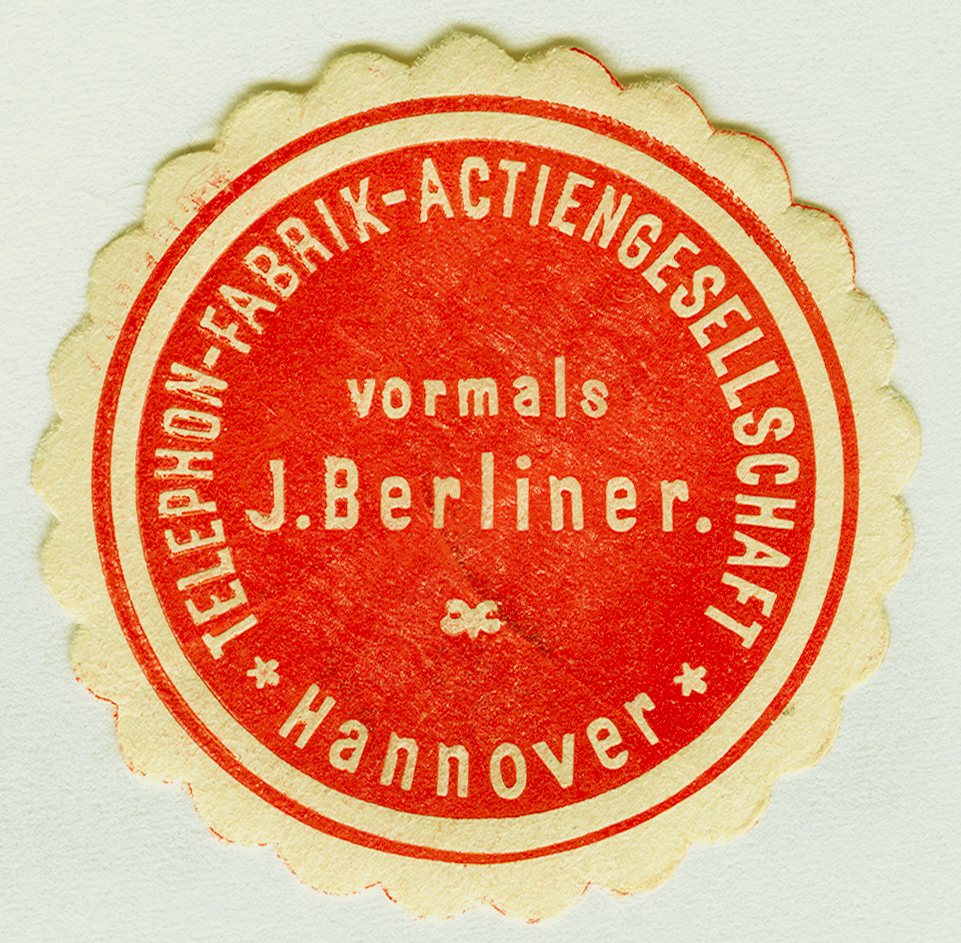
Siegelmarke der Telephon-Fabrik Actiengesellschaft Hannover, vormals J. Berliner
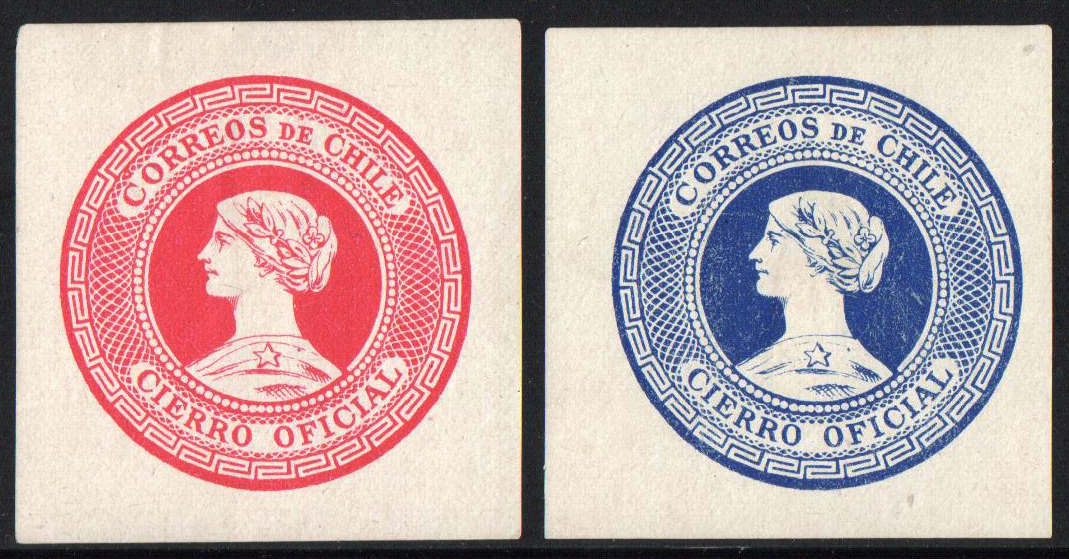
Postverschlussmarken aus Chile (staatl. Post)
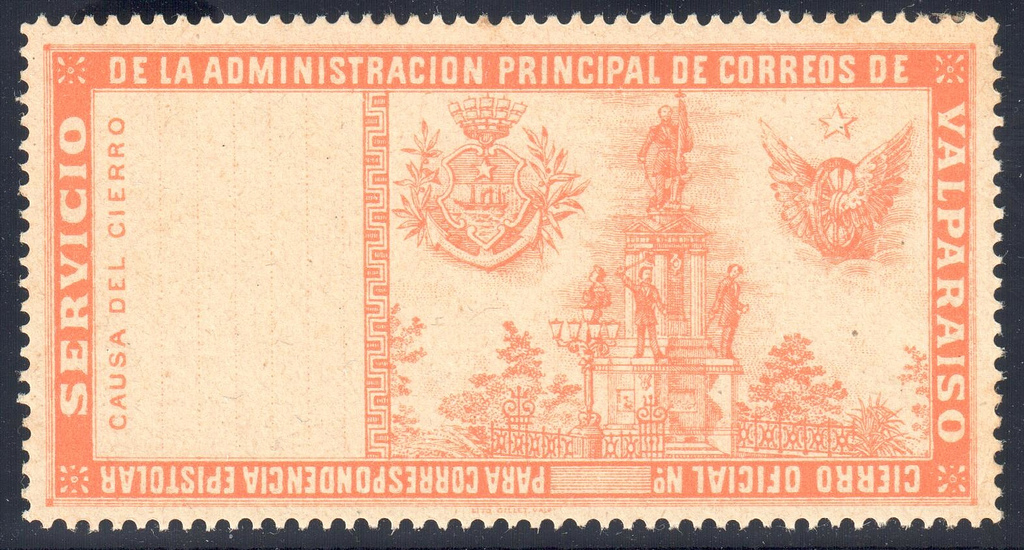
Postverschlussmarke aus Chile (Postamt Valparaíso)
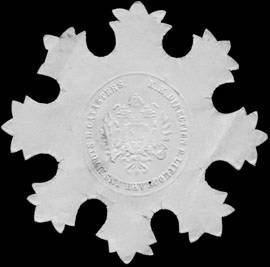
Siegelmarke K.K. Direction des lithograpischen Instituts d. Catasters
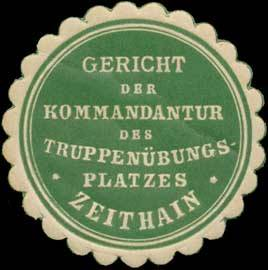
Siegelmarke eines sächsischen Militärgerichts
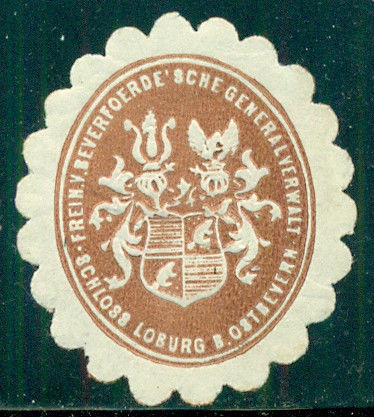
Siegelmarke der freiherrlichen Generalverwaltung von Schloss Loburg mit Familienwappen Beverfoerde-Werries
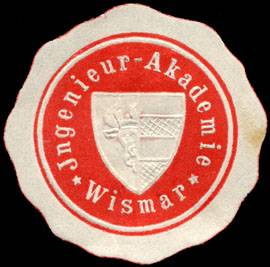
Siegelmarke der Ingenieur-Akademie Wismar
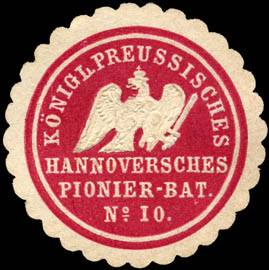
Siegelmarke Königl. Preußisches Hannoversches Pionier–Bataillon Nr. 10

## Postverschlussmarken
Die Postbehörden hatten eigene Siegelmarken, so genannte Postverschlussmarken, die man verwendete, um beschädigte oder geöffnete Sendungen zu verschließen. Diese Marken wurden für Post verwendet, die geöffnet zur Post gegeben oder im Transit beschädigt wurde oder wegen Unzustellbarkeit durch die Postanstalt geöffnet und anschließend wieder verschlossen werden musste.
Heute tritt an die Stelle der Postverschlussmarke eine Umverpackung. So werden etwa bei der Deutschen Post während des Versands beschädigte Sendungen vor der Zustellung in einer zusätzlichen Kunststoffhülle verpackt.

## Trauermarken
Zu Traueranlässen, besonders beim Tod eines Monarchen während der darauf folgenden Staatstrauer, wurden Trauermarken ausgegeben (nicht zu verwechseln mit Briefmarken, die mit einem Trauerrand versehen sind). Es handelte sich normalerweise um reguläre Marken der jeweiligen Behörde, die flächig mit schwarzer Farbe überdruckt waren.

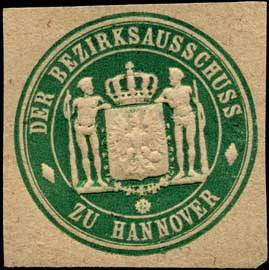
Siegelmarke Bezirksausschuss zu Hannover
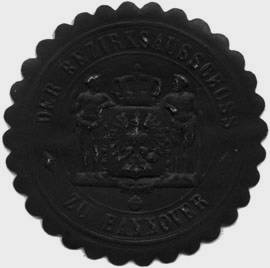
Siegelmarke Bezirksausschuss zu Hannover als Trauermarke